# Tagalomantis
Tagalomantis es un género de la familia Mantidae .

## Especies subordinadas
El género incluye las siguientes especies: 
- Tagalomantis brevis
- Tagalomantis manillensis